# Europeiska byrån för mindre använda språk
Europeiska byrån för mindre använda språk (European Bureau for Lesser-Used Languages, EBLUL) var en icke-statlig organisation till stöd för språklig mångfald i Europa. Organisationen bildades 1982 i anslutning till Europakommissionen. Byrån verkade gentemot såväl Europaparlamentet som Europarådet.
Organisationen avvecklades efter ett styrelsebeslut den 27 januari 2010.

## The Swedish Bureau for Lesser Used Languages
SWEBLUL betecknade The Swedish Bureau for Lesser Used Languages, som var en kommitté organiserad i Europeiska byrån för mindre använda språk. EBLUL bestod av företrädare från en stor mängd minoritetsspråkgrupper inom EU och hade särskild status som NGO inom EU-kommissionen. 